# Аризема Чжу
Аризе́ма Чжу (лат. Arisaema zhui) — многолетнее клубневое травянистое растение, вид рода Аризема (Arisaema) семейства Ароидные (Araceae).

## Ботаническое описание
Листопадные клубневые растения.
Клубень полушаровидный, кремовый, 3—4 см высотой, 5—7 см в диаметре.

### Листья
Катафиллы розовые с коричневыми пятнами, 1—20 см длиной.
Лист один. Черешок красно-коричневый или коричнево-зелёный, с поперечными более бледными пятнами, 60—80 см длиной, в основании формирующий ложный стебель 35—45 см длиной, около 1,5 см в диаметре у основания. Листовая пластинка пальчатораздельная; листочки в числе 12—14, от сидячих до полусидячих, сизые, с заметными пунцовыми или зелёными жилками снизу и ярко-зелёные сверху, 20—30 см длиной и 3—4 см шириной, в основании клиновидные, с краями плоскими или волнистыми, зелёными или красными, на вершине заострённые, часто с нитевидным пунцовым окончанием до 9 см длиной; жилки сверху немного утопленные.

### Соцветия и цветки
Цветоножка зелёная с более бледными пятнами, у соцветия красно-фиолетовая, короче черешков, 35—60 см длиной и 4—5 мм в диаметре. Трубка покрывала снаружи тёмно-пурпуровая или бледно-оливково-зелёная, с тонкими белыми полосками, внутри бледно-пунцовая с белыми полосками, воронковидная, 7—8 см длиной и 1,2—1,5 см в диаметре у основания, 3—4,5 см в диаметре у вершины, края устья прямые, тёмно-пунцовые. Пластинка горизонтальная, снаружи тёмно-пурпуровая, с очень слабыми более бледными полосками, соединяющимися в центральном белом пятне на уровне устья трубки, овальная, 9—10 см длиной и 5—6 см шириной, по длине почти как трубка, на вершине заострённая, продлённая в нитевидное пурпуровое окончание до 20 см длиной.
Початок однополый. Женская зона такой же формы и размера, что и мужская; завязь плотная, бледно-зелёная, бутылочной формы, 1,5—2 мм в диаметре; рыльце сидячее, окружённое тёмным кольцом; мужская зона полуцилиндрическая, 2—3 см длиной и 0,6 см в диаметре; синандрии с редко расположенными цветками, состоящие из 2—4 пыльников; пыльники сиреневые, полусидячие или на бело-зелёной короткой ножке; теки вскрывающиеся продолговатой порой. Пыльца розовая. Придаток сидячий, немного отдалённый от трубки, вертикальный, цилиндрический, до 7 см длиной и 5 мм в диаметре, средняя часть зелёная, иногда с пунцовыми полосками выше стерильных цветков, вершина бледно-зелёная, округлённая, губчатая.
Цветёт в мае — июне.

### Плоды
Соплодие цилиндрическое, около 5 см длиной и 1,5—2,5 см в диаметре, на согнутой плодоножке. Плоды — плотные, красно-оранжевые с чёрными крапинками ягоды, около 7 мм длиной и 3 мм в диаметре, с одним или двумя семенами.
Семена шаровидные, около 2 мм в диаметре, теста кремовая.
Плодоносит в октябре.

## Распространение
Встречается в Китае (Юньнань).
Растёт в горных лесах у обочин дорог, иногда как эпифит на мшистых стволах деревьев, на высоте около 4000 м над уровнем моря.